# 文創產業發展處
文創產業發展處（Cultural and Creative Industries Development Agency (CCIDA)），前稱創意香港（CreateHK），是香港文化體育及旅遊局轄下的專責機構，主要職能為統籌政府推動創意產業發展的政策及資源。該機構最初於2009年6月1日以辦公室形式成立，隸屬商務及經濟發展局通訊及科技科；隨2022年7月政府架構重組，其管轄權移交至新設立的文化體育及旅遊局。2024年6月14日，政府公佈該機構改組為現有名稱並擴充職能範圍。

## 職責
- 創意智優計劃：資助文化創意產業界在本港及外地舉辦相關項目，始於2009年，直至2022年9月共批款約23億港元，資助約650個。[4]
- 香港電影發展局
- 電影服務統籌科
- 特別效果牌照組

## 歷任首長
- 文創產業專員（前稱創意香港總監）
  1. 廖永亮（2010年3月22日－2017年9月21日）
  2. 曾昭學（2017年11月1日－）
- 文創產業助理專員（前稱創意香港助理總監）
  1. 馮永（2007年11月16日－2019年5月26日）
  2. 蔣志豪（署理；2012年9月17日－2012年12月5日）
  3. 鄭慧鳳（2012年12月6日－2014年）
  4. 朱蔡鳴鳳（2014年－2016年5月25日）
  5. 林惠冰（2016年5月26日－2019年4月）
  6. 袁賽芳（2019年4月－2022年）
  7. 麥聖希（2019年5月27日－2022年）
  8. 曹黎淑霞（2022年－）
- 文創產業助理專員(2)（前稱創意香港助理總監）/香港電影發展局秘書長
  1. 馮永（2007年11月16日－2019年5月26日）
  2. 麥聖希（2019年5月27日－）

## 外部連結
- 官方网站